# 知花朝章
知花 朝章 （ちばな ちょうしょう、1847年7月9日（尚育13年5月27日） - 1929年（昭和4年）5月18日）琉球王国時代から大正にかけての沖縄県の唐手家、実業家、政治家。
琉球藩時代は砂糖奉行等を務め、廃藩後は尚家経営の沖縄広運（株）社長。1908年には初の民選首里区長に選ばれた。
唐手は松村宗棍に師事した。

## 経歴
1847年、首里当蔵町(しゅりとうのくら)に生まれる。知花家は尚質王の第五王子、東風平王子朝春（こちんだあんじちょうしゅん）を始祖とする勝連御殿（かちれんうどぅん）から分家した首里士族であり、琉球王国時代は知花殿内（ちばなどぅんち）と呼ばれた名家であった。
小林流開祖の知花朝信は甥に当たる。
1866年書院小姓として出仕。同年寅の御冠船(1866年)で冊封使に御冠船踊りを披露した。1868年6月、下庫理当(したくりあたり)を経て1873年砂糖奉行に任じられ、1875年6月には系図座の中取(なかとぅい)に就任、同年8月から上京し学問に励み1877年に琉球に帰郷し、同年5月御用内係に就任、12月には田地奉行を兼任した。1879年2月吟味役を最後に廃藩に伴い致仕。廃藩後は中国に渡り、浦添朝忠らとともに福州における琉球救国運動の中心的な役割を担っていた。渡清人への処罰は廃止されていたため処罰はなかった。尚家家扶や会社社長を経て1908年4月に首里区長に選出された。
妻は摩文仁按司朝位の姉カマドである。
摩文仁御殿は東風平王子朝春の長兄大里王子朝亮を始祖とする摩文仁間切の按司地頭である。その下に総地頭として摩文仁親雲上、夏氏摩文仁家があり、さらにその下に脇地頭がいるという体制である。
夏氏摩文仁家には糸東流開祖摩文仁賢和が名を連ねる。

## 唐手
大正3年(1914年)首里区長の知花朝章は首里小学校で教員をしていた遠山寛賢に知花公相君を伝授した。
知花公相君は遠山寛賢の系統で保存継承され、現在も唯一残っている琉球王国時代の貴重な形である。
知花公相君は知花殿内に秘伝として伝わったものであり糸洲安恒が猫足立ちに改変する以前の首里古流のナイファンチ立ちを主体とした立ち方を残している。他には独自の連続手刀受け、跳躍からの伏せ技、さらに跳躍の連続技等の他の形には見られない高度な技術を保存している。